# اندیس دنو ۱
دنو ۱ یک اندیس فلزی است که در حوالی شهر سبزوار، استان خراسان قرار دارد و مادهٔ معدنی موجود در آن، کرومیت است.  